# Samsung-NX-Serie

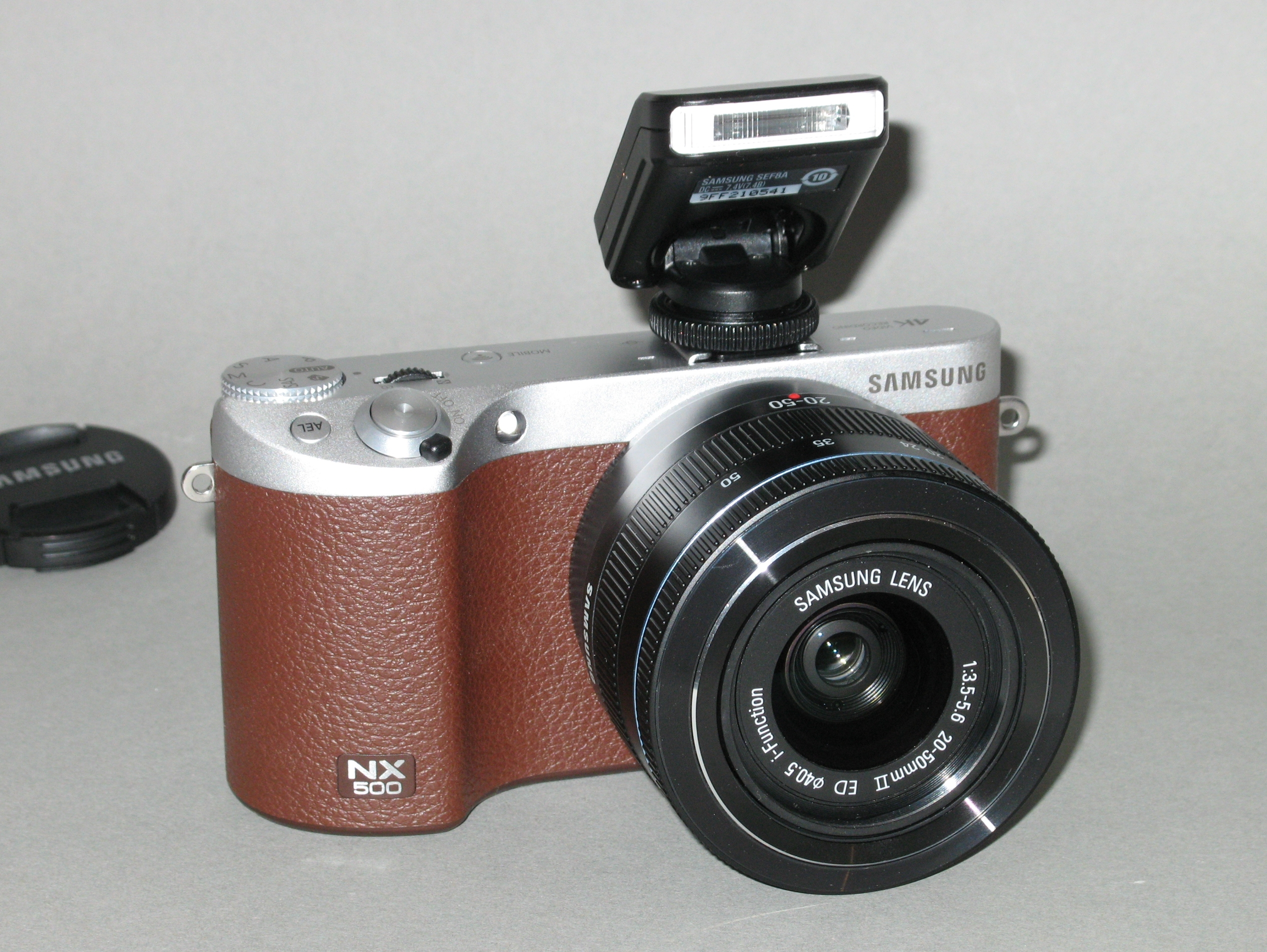
Samsung NX500 mit Miniblitz und Objektiv EX-S2050BNB

Die Samsung-NX-Serie ist eine Serie von spiegellosen Systemkameras mit Samsung-NX-Bajonett des digitalen Kamerasystems NX von Samsung Electronics, aus der die ersten Produkte im Jahr 2010 herausgebracht wurden. Seit 2016 werden in Deutschland keine Modelle mehr vertrieben.
Der APS-C-Sensor hat einen Crop-Faktor von 1,54. Einige Objektive besitzen einen Bildstabilisator, der mit der Abkürzung „OIS“ (Optical Image Stabilizer) gekennzeichnet ist.

## Systemkameras
- Samsung NX10 (Erstverkauf Januar 2010)
- Samsung NX5 (Erstverkauf Juni 2010)
- Samsung NX100 (Erstverkauf September 2010)
- Samsung NX11 (Erstverkauf Dezember 2010)
- Samsung NX200 (Erstverkauf September 2011)
- Samsung NX20 (Erstverkauf April 2012)
- Samsung NX210 (Erstverkauf April 2012)
- Samsung NX1000 (Erstverkauf April 2012)
- Samsung NX300 (Erstverkauf Januar 2013)[2]
- Samsung NX1100 (Erstverkauf April 2013)[3]
- Samsung NX2000 (Erstverkauf Mai 2013)[4]
- Samsung Galaxy NX (Erstverkauf Juni 2013) mit Android-Betriebssystem[5]
- Samsung NX30 (Erstverkauf Januar 2014)[6]
- Samsung NX1 (Erstverkauf  2014)
- Samsung NX3000 (Erstverkauf  2014)
- Samsung NX300M (Erstverkauf Februar 2014)[7]
- Samsung NX500 (Erstverkauf März 2015)[8][9]

## NX-Bajonett-Objektive
Es waren 16 Samsung-Objektive für die NX-Serie verfügbar. Zusätzlich stellte Samyang einige Objektive mit NX-Bajonett her.
- Samsung EX-F10ANB 10 mm Fischauge
- Samsung W16NB 16 mm, F2.4
- Samsung EX-W20NB 20 mm, F2.8
- Samsung Pancake S30NB 30 mm, F2
- Samsung EX-S45ANB 45 mm, F1.8
- Samsung EX-S45ADB 45 mm, F1.8 (2D-/3D-Funktion)
- Samsung EX-M60SB 60 mm, F2.8 ED OIS Makro
- Samsung EX-T85NB 85 mm, F1.4
- Samsung EX-W1224ANB 12–24 mm, F4–5.6
- Samsung EX-S1650ASB 16–50 mm, F2–2.8
- Samsung EX-ZP1650ZA 16–50 mm, F3.5–5.6 ED OIS Power-Zoom
- Samsung EX-S1855CSB 18–55 mm, F3.5–5.6 OIS
- Samsung EX-L18200MB 18-200mm, F3.5-6.3 ED OIS
- Samsung EX-S2050NB 20–50 mm, F3.5–5.6
- Samsung EX-T50200CSW 50–200 mm, F4–5.6 OIS
- Samsung EX-ZS50150A 50–150 mm, F2.8 OIS[11]

## NX mini
Im März 2014 kündigte Samsung eine kleinere Systemkamera mit der Bezeichnung NX mini an, die ab April 2014 verkauft wurde. Sie hat einen Sensor von 13,2 × 8,8 mm Größe (1"-type) mit 20,5 MP. Dazu wurden drei Objektive angeboten, die über das NX-M Bajonett befestigt werden:
- 9 mm F3.5 Pancake
- 17 mm F1.8 OIS
- 9-27 mm F3.5-5.6 OIS